# Pleurocatena acicularis
Pleurocatena acicularis är en svampart som beskrevs av G. Arnaud ex G.R.W. Arnold & W. Gams 2007. Pleurocatena acicularis ingår i släktet Pleurocatena och familjen Pyxidiophoraceae.   Inga underarter finns listade i Catalogue of Life.